# 12379 Тулін
12379 Тулін (12379 Thulin) — астероїд головного поясу, відкритий 10 серпня 1994 року.
Тіссеранів параметр щодо Юпітера — 3,360.